# Haumann Petra
Haumann Petra (Budapest, 1975. november 24. –) magyar színésznő, szinkronszínész. Édesapja Haumann Péter, a nemzet színésze, testvére Haumann Máté. Férje 2005–2014 között Király Attila volt, gyermekei Rozália (2005), Bella (2011).

## Élete
1998-ban végzett a Színház- és Filmművészeti Főiskolán. Már 1997-ben játszott a Vígszínházban és a József Attila Színházban, valamint a Madách Színházban (1998-ig). 1999–2000-ben a Budapesti Kamaraszínház tagja volt. 2001–2003 között a kecskeméti Katona József Színházban szerepelt. Közben Turay Ida Színtársulatban is játszott. Vendégszerepelt Tatabányán a Jászai Mari Színházban. 2010-óta játssza KARINTHYRÁDA című irodalmi önálló estjét. 2017 és 2020 között a Pesti Magyar Színházban játszott több előadásban.

## Színházi szerepei
- Lionel Bart: Twist Olivér (OLIVÉR) Nancy, Mrs. Corney
- Ugo Betti: Bűntény a kecskeszigeten....Silvia
- Márkus Alfréd–Harmath Imre–Vadnai László: A csúnya lány....Irma
- Sarkadi Imre: Elveszett paradicsom....Míra
- Christopher Hampton: Emberbarát....Liz
- Bojan Papazov: A három tökfej....Rút lány
- Janika....Újságíró
- Mitch Leigh–Joe Darion: La Mancha lovagja....Antonia
- Spiró György: Liliomfiék az Alföldön, avagy Fogadó a Nagy Kátyúhoz....Mariska
- Szirmai Albert: Mágnás Miska....Marcsa
- Thomas Mann: Mario és a varázsló....Silvestra
- Neil Simon: Mezítláb a parkban....Corie Bratter
- Békeffy István: Okos mama....Mária
- Ivo Brešan: Paraszthamlet....Andja, Ophélia szerepében
- Pici Malcolm....Ann
- Leonard Gershe: A pillangók szabadok....Jill Tanner
- Shakespeare: A velencei kalmár....Nerissa
- Anyád kínja (Orfeum)
- Spiró György: Dobardan....Bakfis
- Háy János: Utánképzés ittas vezetőknek....Bogi
- Háy János: Házasságon innen, házasságon túl....Kati
- Molière: A fösvény....Élise
- PR-Evolution Dance Co.: Lúdanyó meséi 1.2.....Lúdanyó, Holle anyó....Holle anyó
- Harmos–Karinthy-Haumann: Karinthyráda

## Filmjei

### Játékfilmek
- A Szent Lőrinc folyó lazacai (2003)
- Pizzás (2001)
- A három boltoskisasszony
- Blokád (2022)

### Tévéfilmek
- A Nagy fejedelem (1997)
- A Szórád-ház (1997)
- Mi hárman (1998)
- Kisváros (2000)
- Presszó (2008)
- Jóban Rosszban (2009)
- Apatigris (2020)
- Mintaapák (2020)
- Családi kör

## Szinkronszerepei
- Angyali Érintés (8–9. évad) – Gloria (Valerie Bertinelli)
- Atlantisz - Az elveszett birodalom: Kida - Cree Summer
- Miss Pszichozsaru: Angel Brown – Erica Gimpel
- Vízizsaruk: Constable Tayler Johnson – Raelee Hill
- Szívtipró gimi: Anita Scheppers – Lara Cox
- Templomos lovagok kincsei: Mimi – Rebecca Cotinaut
- Angel: Cordelia Chase – Charisma Carpenter
- Angyalok Amerikában: Harper Pitt – Mary-Louise Parker
- Vadmacska: Estrella Marina – Cristina Dieckman
- Frank Riva: Nina Rizzi – Mélanie Maudran
- Kardok királynője: Vera Hidalgo – Elsa Pataky
- Partvidéki szerelmesek: Béatrice Vallebone – Sophie De La Rochefoucauld
- Irak: Pvt. Brenda 'Mrs. B.' Mitchell - Nicki Aycox
- Shark- Törvényszéki ragadozó: Raina Troy – Sophina Brown
- A hatodik kapocs: Anya – Shiri Appleby
- Halott ügyek: Christine Wren – Joely Collins
- Rúzs és New York: Victory Ford – Lindsay Price
- Menedék: Andrea – Zoë Saldana
- Tiszta lappal: Louise – Keira Knightley
- Doktor House: Martha M. Masters – Amber Tamblyn
- A kör: Rachel Keller – Naomi Watts
- Az újonc: Angela Lopez - Alyssa Diaz